# Futurum exaktum
Futurum exaktum är ett sammansatt tempus som anger "något avslutat vid en punkt i framtiden", dvs vad som kommer att ha skett.
- Exempel: "Jag ska ha läst den här artikeln när jag gått och lagt mig" eller "Jag kommer att ha läst den här artikeln innan jag somnar" (Användande av "skola" (ska) ger här också satsen en modal prägel.)

På många språk, till exempel latin, är futurum exaktum ett mer distinkt tempus än det är på svenska. 